# Parmularius (genre)
Pour l’article homonyme, voir Parmularius.
Genre
Parmularius est un genre éteint d’alcelaphinés africains, qui a vécu au Pliocène et au Pléistocène inférieur.
Il était assez proche des antilopes actuelles Topi et Alcelaphus buselaphus (ou bubale roux).
Une de ses espèces est remarquable par ses longues cornes légèrement recourbées.

## Liste des espèces
- Parmularius atlanticus
- Parmularius altidens
- Parmularius angusticornis
- Parmularius ambiquus
- Parmularius pachyceras
- Parmularius pandatus
- Parmularius rugosus

## Référence
- (en) Hopwood, 1934 : New fossil Mammals from Olduvai, Tanganyika Territory. Annals & Magazine of Natural History Series, vol. 10, 14 p. 546-550.